# 플라이드 컴리
플라이드 컴리(웨일스어: Plaid Cymru [plaɪd ˈkəmrɨ], 플라이드 컴리), 다른 명칭으로는 플라이드 컴리 - 웨일스당(영어: Plaid Cymru - The Party of Wales)은 유럽 연합에서 웨일스의 독립을 주창하는 웨일스의 정치 정당이다.
웨일스당은 1925년에 조직되었고, 영국 의회에서 1966년에 최초의 의석을 획득했다. 2021년까지 웨일스당은 하원에서 웨일스에 배정된 40석 중 3석, 웨일스 의회에서 60석 중 10석, 웨일스 지방의회에서 1253석 중 202석을 얻었다. 웨일스당은 유럽 자유동맹(영어: the European Free Alliance)의 회원이다.

## 같이 보기
- 영국 공화주의 운동